# 一噌正之助
一噌 正之助（いっそう しょうのすけ、1901年（明治34年）7月1日 - 1970年（昭和45年）3月12日）は、能楽囃子方、笛方一噌流能楽師。一噌流宗家代理。
1901年（明治34年）東京生まれ。十世一噌又六郎の弟・要三郎の孫で、3歳時から十二世一噌又六郎に師事し、14歳で初舞台。1945年（昭和20年）十三世一噌鍈二が没した後には流儀を代表する立場となり、のちに宗家代理をつとめた。1957年（昭和32年）日本能楽会（重要無形文化財保持者に総合認定された者の団体）が結成され、1965年（昭和40年）から日本能楽会会員。
次男が一噌仙幸（芸術院恩賜賞・芸術院会員・人間国宝）。

## DVD
- 能楽名演集1 宝生流「鉢木」近藤乾三 近藤乾之助 松本謙三 野口敦弘 三宅藤九郎 三宅右近 一噌正之助 三須錦吾（幸正影） 安福春雄、NHKエンタープライズ
- 能楽名演集2 金春流「葵上」櫻間金太郎（弓川）／「実盛」櫻間道雄 森茂好 宝生閑 鏑木岑男 一噌正之助 北村一郎 瀬尾乃武 金春惣右衛門、NHKエンタープライズ
- 能楽名演集2 宝生流「羽衣」野口兼資 松本謙三 森茂好 松本義 一噌正之助 北村一郎 安福春雄 観世元信／「綾鼓」高橋進、NHKエンタープライズ